# Jaguar XF
El Jaguar XF es un automóvil de turismo del segmento E del fabricante británico de automóviles Jaguar Cars. Sustituye al Jaguar S-Type, que se dejó de producir en 2007 en el Reino Unido y 2008 en otros mercados. La versión de producción del XF debutó en el Salón del Automóvil de Frankfurt de 2007, y se comenzó a entregar a los clientes en marzo de 2008.

## Vista general

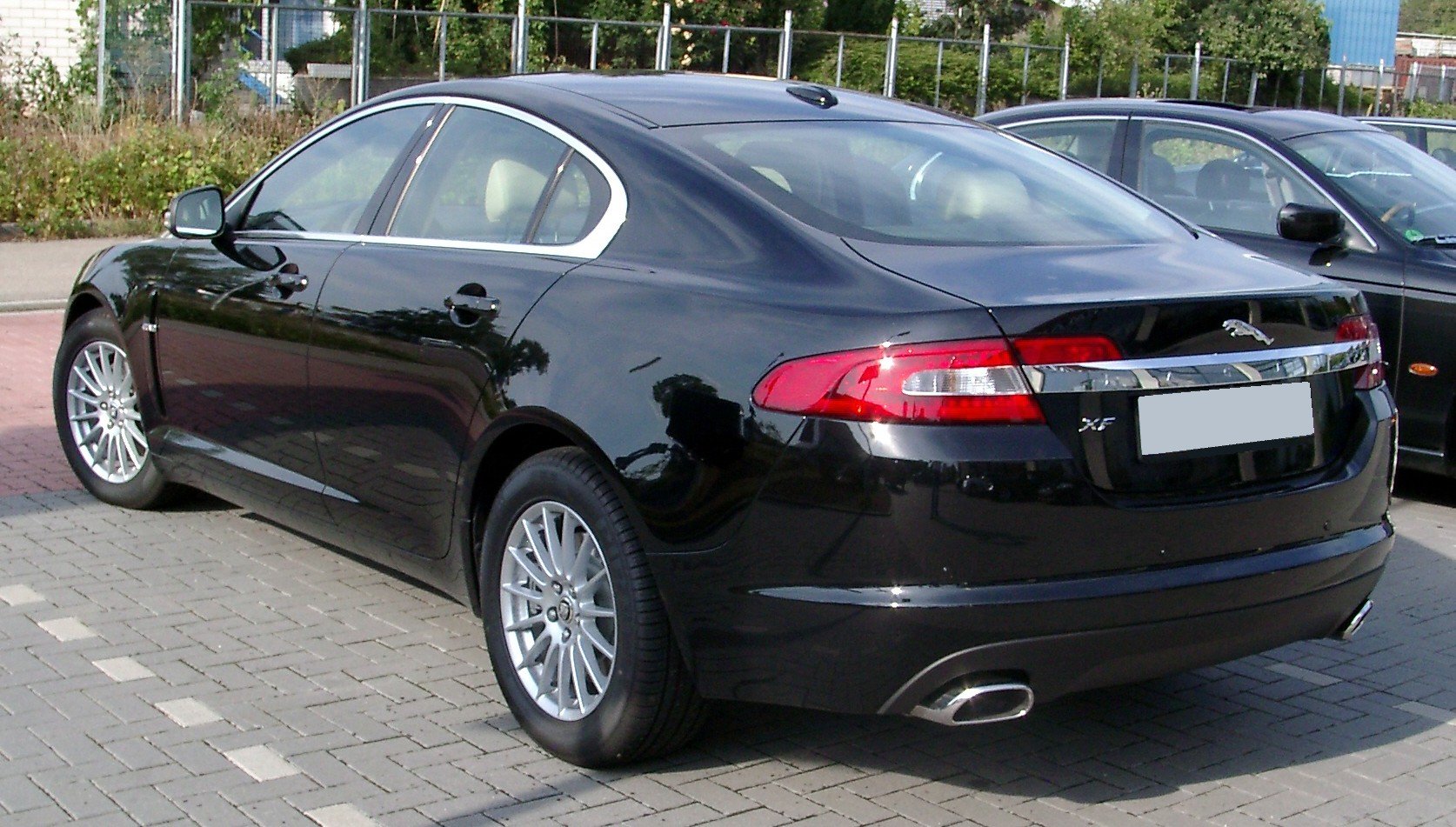
Jaguar XF

El XF fue desarrollado en el centro de diseño y desarrollo de Jaguar en Whitley, Coventry, Reino Unido, y se ensambla en Castle Bromwich, Birmingham, Reino Unido. 
Es un cinco plazas con carrocería sedán de cuatro puertas, motor delantero longitudinal y tracción trasera. Su silueta exterior es similar a la de un cupé, con un vidrio trasero curvo y muy inclinado.
En julio de 2011 se le hizo un rediseño para actualizarlo.

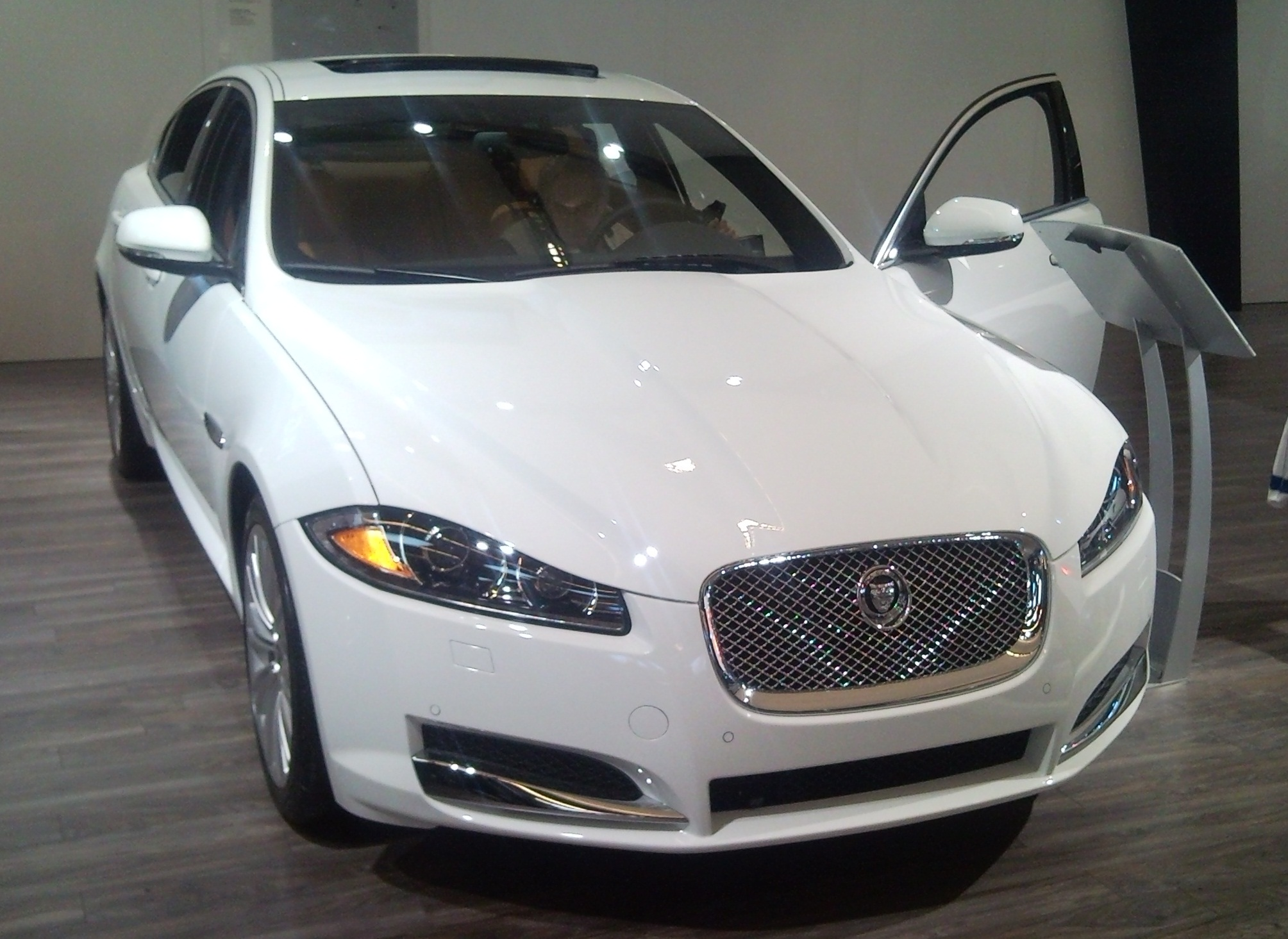
Jaguar XF

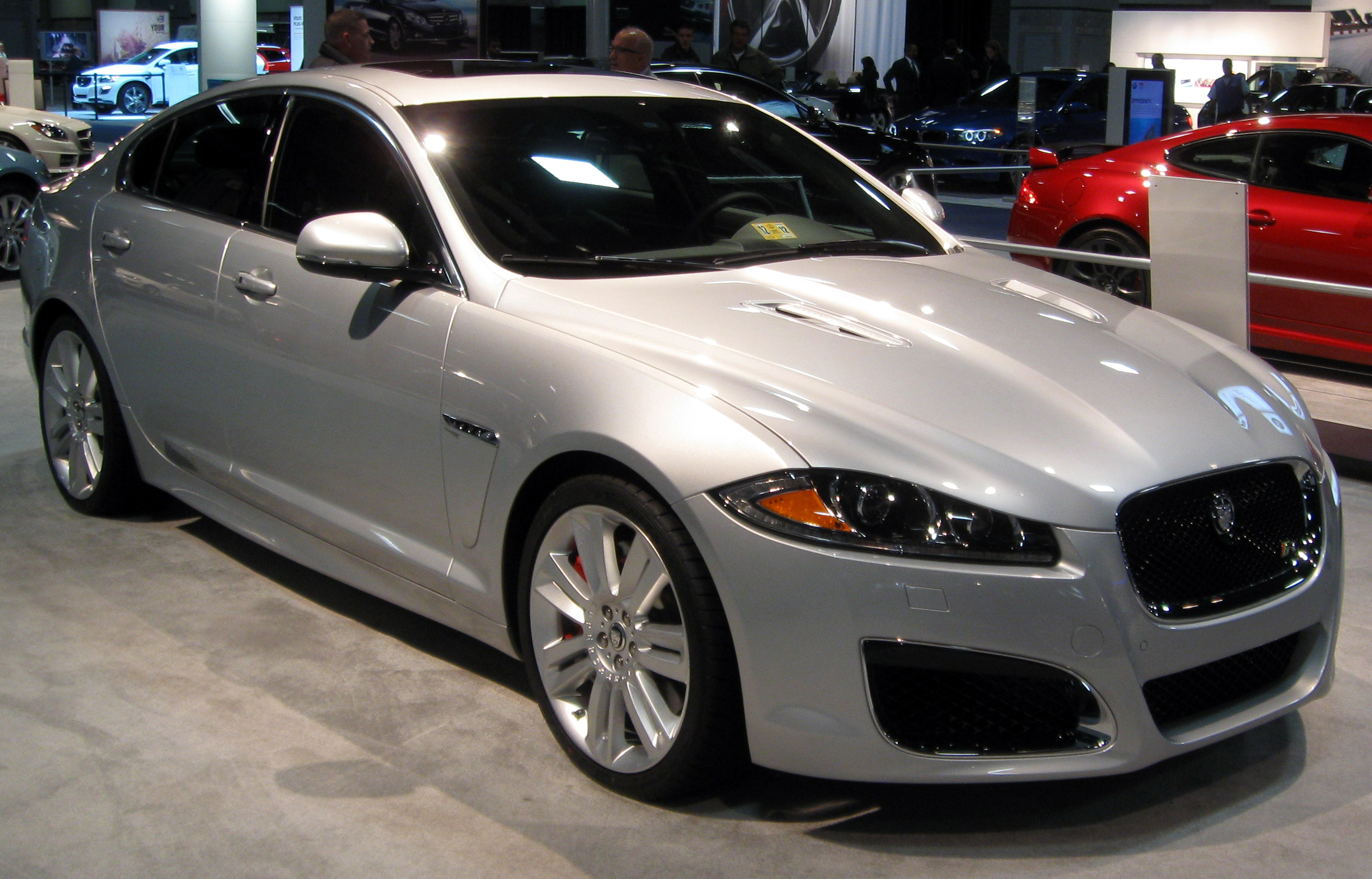
Jaguar XF. Enero 2012

## Especificaciones
Especificaciones de los modelos Jaguar XF
| Motores                                | 2.2 litros diésel | 3.0 V6 diésel | 3.0 V6 diésel S | 5.0 V8 gasolina | 5.0 V8 gasolina sobrealimentado |  |
| -------------------------------------- | ----------------- | ------------- | --------------- | --------------- | ------------------------------- |  |
| Cilindros/válvulas por cilindro        | 4/4               | 6/4           | 6/4             | 8/4             | 8/4                             |  |
| Cilindrada (cc)                        | 2700              | 2993          | 2993            | 5000            | 5000                            |  |
| Potencia máxima EEC-PS (kW)            | 190 (140)         | 240 (177)     | 275 (202)       | 385 (283)       | 510 (375)                       |  |
| @ rev/min                              | 2000              | 2000          | 2000            | 3500            | 2500-5500                       |  |
| Par máximo (Nm)                        | 450               | 500           | 600             | 515             | 625                             |  |
| @ rev/min                              | 3500              | 4000          | 4000            | 6500            | 6000-6500                       |  |
| Aceleración 0-100 km/h (segundos)      | 8.5               | 7.1           | 6.4             | 5.7             | 4.9                             |  |
| Velocidad máxima (km/h)                | 225               | 240           | 250             | 250             | 250                             |  |
| Consumo urbano (l/100km)               | 6.6               | 8.7           | 8.7             | 17.3            | 18.7                            |  |
| Consumo carretera (l/100km)            | 4.8               | 5.0           | 5.0             | 7.8             | 8.7                             |  |
| Consumo combinado (l/100km)            | 5.4               | 6.2           | 6.3             | 11.1            | 12.5                            |  |
| Emisiones de dióxido de carbono (g/km) | 149               | 169           | 169             | 264             | 292                             |  |
| Peso en orden de marcha (kg)           | 1745              | 1810          | 1810            | 1780            | 1891                            |  |
| Precio base PVP (euros)                | 45900             | 57170         | 61470           | 76110           | 107141                          |  |